# 新加坡国际象棋协会
新加坡国际象棋协会（英語：Singapore Chess Federation，简称SCF）是新加坡所有国际象棋活动的主要管理机构，由Lim Kok Ann于1949年创立。该机构的推广工作使得年轻人和校际比赛等活动的参与人数从1999年的517人增加到2004年的1200多人。新加坡因此成为亞洲人均學校國際象棋選手人數最多的國家之一。协会隶属于世界国际象棋联合会（FIDE），是东盟国际象棋联合会和亚洲国际象棋联合会的一部分。
现任主席为Hsu Li Yang博士（国际大师）。
现任副主席为Wong Meng Kong博士（特级大师）。